# Polarna orbita
Polarna orbita je orbita kjer satelit prečka ali pa je zelo blizu obeh polov ob obhodu. Ima visoko inklinacijo, ki je 90 stopinj ali pa zelo blizu. Inklinacija je sicer kot med ravnino ekvatorja in orbitalno ravnino. Satelit v polarni orbiti ob vsakem obhodu prečka ekvator ob različni geografski dolžini, zato ker Zemlja po njim rotira. 
Polarno orbito uporabljajo nekateri vremenski sateliti, ssateliti za slikanje, opazovanje in študiranje pojavov na Zemlji, vojaški izvidniški in vohunski sateliti. Iridium ponuja tudi satelitski telefon, možen je tudi satelitski internet.
Slabost satelitov v polarni orbiti je, da ne morejo dalj časa opazovati iste točke na Zemlji. Ko satelit preleti pozicijo je potrebno nekaj časa, da je spet na isti poziciji. 
Orbitalni čas je okrog 100 minut in višina orbite je po navadi 1000 kilometrov.
Vesoljska izstrelišča za polarno orbito so ruski Pleseck kozmodrom in ameriški Izstrelišče Vandenberg.